# Testudo graeca terrestris
Sous-espèce
Synonymes
- Testudo terrestris Forskål, 1775
- Testudo floweri Bodenheimer, 1935
- Testudo graeca floweri Bodenheimer, 1935
- Testudo graeca anamurensis Weissinger, 1987
- Testudo antakyensis Perälä, 1996
- Testudo graeca antakyensis Perälä, 1996

Statut de conservation UICN

 VU A1cd : Vulnérable
Statut CITES
Testudo graeca terrestris, la Tortue du Moyen-Orient, est une sous-espèce de tortues de la famille des Testudinidae.

## Répartition
Elle se rencontre en Iran, en Irak, en Israël, en Jordanie, au Liban, en Syrie et en Turquie.
Sa présence est incertaine au Sinaï en Égypte.
Même si certains spécialistes comme Highfield trouvent que les tortues du sud de la Turquie tiennent davantage de Testudo graeca ibera. Elle évolue dans des secteurs plats ou de montagnes, dans des secteurs chauds et très secs. Elle doit faire face à des températures exceptionnellement élevées pendant l'été. Les nuits sont généralement froides et contrastées par rapport à la chaleur du jour.

## Description
La dossière est généralement très bombée d’un jaune profond et lumineux avec des marques noires définies souvent en bordure. Le plastron est également clair avec des marques foncées isolées.
La tête, comme les pattes d’ailleurs, est également très claire avec des marques foncées et des marques jaunes sur les côtés et sur la  surface supérieure de la tête. Les spécimens jordaniens sont plutôt roses, car la couleur de sable y est plutôt rougeâtre. Dans quelques endroits de la Syrie où le basalte colore en noir le sol, on trouve des spécimens presque noirs, alors que dans le désert jaune de la Syrie et dans le Negev d'Israël, on trouve des animaux très jaune vif. Outre l’intérêt évident de camouflage, cette couleur présente également l’avantage d’être un réflecteur de la chaleur du rayonnement solaire, contrairement à la coloration noire.
C’est une tortue de petite taille. Elle mesure généralement 16 cm de long mais peut atteindre exceptionnellement 25 cm dans le sud de la Turquie.

## Comportement
Généralement, les populations recourent à l'estivation durant les mois les plus chauds et les plus secs afin de survivre à la chaleur extrême et au manque de nourriture. Leur petite taille leur permet de s’abriter plus facilement et de résister davantage à la chaleur qu’une tortue de taille plus grande.

## Taxinomie
En 1775, Forskal rapporte la présence de Testudo terrestris au Liban et en Syrie dans son Descriptiones animalium. Aucune illustration n'est fournie pas plus que de paragraphe descriptif. En 1933, Flower décrit, sans le nommer, un taxon miniature de Testudo graeca de la région de la bande de Gaza, comparable en taille à Testudo kleinmanni. En 1935, Bodenheimer donne le nom de Testudo floweri à cette tortue, mais ne la décrit pas, sinon qu’elle est minuscule. En 1946,  Robert Mertens conclut, tout en admettant qu'il n'a aucune connaissance personnelle de la tortue, qu’il doit s'agir d'une sous-espèce de Testudo graeca sous le nom de Testudo graeca floweri à l'instar de 'Testudo graeca graeca, Testudo graeca ibera et Testudo graeca zarudnyi. Avant Mertens, toutes les sous-espèces ci-dessus étaient considérées comme des espèces à part entière. En 1958, H. Wermuth conclut que Testudo graeca floweri a été initialement décrit par Forskal en 1775, et que floweri est simplement un synonyme plus récent de Testudo graeca terrestris de Forskal que l’on devrait employer prioritairement. En 1966, Herrn fait référence à des Testudo graeca terrestris en Turquie. Puis c'est au tour de Schleich, en 1988, avec la Libye.
John Iverson (1992) et Jarmo Perälä (2001) proposent d’élever Testudo terrestris au rang d'espèce à part entière. En été 2001, une nouvelle tortue apparait sur le marché américain sous le nom de Golden Greek. Il s’agit en réalité de Testudo graeca flowerii et/ou de Testudo graeca terrestris en provenance essentiellement de Syrie, du Liban et de Jordanie.

## Statut écologique
De récents rapports israéliens indiquent que l’habitat de cette tortue subit des dégradations liées au développement humain mettant en péril le devenir de cette dernière. Ceci ne doit guère être différent ailleurs, même si on dispose de peu d’informations sur ce sujet.

## Publication originale
- Forskål, 1775 : Descriptiones Animalium: Avium, Amphibiorum, Piscium, Insectorum, Vermium; quae in Itinere Orientali Observavit. Post mortem auctoris edidit Carsten Niebuhr Hauniae [Copenhagen]: Mölleri, p. 1-164 (texte intégral).